# 高怀忠
高怀忠（？—），男，中华人民共和国政治人物，曾任国有重点大型企业监事会主席，分管第44办事处。